# Gentleman (альбом)
Gentleman (с англ. — «Джентльмен») — первый студийный альбом белорусской инди-рок и пауэр-поп группы Hair Peace Salon, выпущенный 21 марта 2012 года. Компакт-диск содержит 10 треков, записанных в период 2009—2012 годов. Все песни были написаны Олегом Вялем и Константином Карманом.

## История

### Начало работы. Happy for a While
Под конец 2009 года во время презентации клипа «In Tune» на Experty.by было объявлено, что группа Hair Peace Salon после пертурбаций в составе начала работу над новым альбомом. Весной 2010 года в интервью китайскому журналу «我爱摇滚乐» (с кит. — «Я люблю рок-н-рол») участники коллектива объяснили свой подход к основательной работе: «До недавнего момента мы просто не считали нужным записывать полноформатную пластинку, но сейчас упорно работаем в этом направлении».
Первый сингл с будущего альбома под названием «Happy for a While» (с англ. — «Счастлив на мгновение») был выпущен сначала на китайском рынке с особенной для региона обложкой 5 апреля 2010 года. Релиз своего нового EP на родине группа решила приурочить ко Дню космонавтики, так как, как пояснили выбор даты для Tuzin.fm музыканты, «наши новые песни как раз объединяет вековечное стремление человека к новому, к завоеванию неизведанных пространств». «Цель таких путешествий — это долгожданное мгновение счастья, после которого снова нужно двигаться вперёд, чтобы успеть больше, хотя времени всё меньше…» — писал про «Happy for a While» портал Ultra-music.com. 
Сингл уместил две новые песни «Happy for a While» и «Out of Time», и его можно было бесплатно скачать с сайта группы. Выпуск ознаменовал музыкальный сдвиг группы от меланхолии британского рока в сторону пауэр-попа, и, как весной сообщил Experty.by вокалист-клавишник Константин Карман, цельный музыкальный альбом должен был выйти уже следующей осенью. Барабанщик Владимир Агаян в период работы над новыми фонограммами изрёк мысль, что вероятно в записи будут принимать участие и приглашённые музыканты, потому что вчетвером «не всегда получается реализовать все задумки».
Песни с сингла, как и измененный дресс-код музыкантов, были представлены 10 апреля в клубе Broadway в рамках премьерного шоу при поддержке Drum Ecstasy, «Кассиопеи», The Stampletons и других артистов. Корреспондент Ultra-music.com Андрей Пятаков стал свидетелем нового образа группы, определённого «пижамной четвёркой», а также одним из первых услышал свежий ремикс, который попадёт на тематический EP к альбому осенью. Широкой публике новые обличье и более заводные произведения были представлены в июне во время участия в музыкальном шоу канала «СТБ» «Звёздный ринг».

### Rolz’n’Rulz и HPS Remixed
Второй сингл с альбома «Rolz’n’Rulz» (с англ. — «Роли и правила»), в котором поётся про естественные и надуманные условности, которые ограничивают или наделяют людей правами, был издан 15 сентября 2010 года. Рецензент Experty.by Антон Серенков услышал в песне больше рок-н-ролловых мотивов, чем изначально задуманных пауэр-поповских, и заключил: «Это страшно бодрая, заразительно радостная песня, с ясной мелодией и энергичными гитарами, сделанная насколько просто, настолько и с искренним энтузиазмом». Критик ej.by Дмитрий Подберзский, который пришёл к выводу, что музыканты очень сильно переосмыслили понятие рок-н-ролла в своем сингле, написал: «„Rolz’n’Rulz“ — одна из тех песен, в которых группа со столь непростым названием вполне убедительно демонстрирует своё умение чётко организовать музыкальный материал и чуть ли не в первую очередь — вокальные партии и подать его соответствующим образом».
Выпуск сингла был поддержан экспериментальным EP HPS Remixed (с англ. — «HPS в обработке»), на который попали 6 песен с двух последних синглов в транс, драм-н-бейс, даунтемпо и других стилистических обработках от ряда диджеев минской электронной сцены, к которым обратились в результате проигрыша в конкурсе Bonobo. Как вспоминали рокеры для Kyky.org, слушатели исследвоали страничку группы на Last.fm, обнаружили «заскробленные» метки и стали писать письма и спрашивать про ремиксы. «Гитарные партии у „Hair Peace Salon“ мне пришлись по нраву, поэтому я пошёл на эксперимент с ломаными ритмами. Получился динамичный ремикс, который очень сильно отличается по концепции от оригинала», — говорил автор одного из ремиксов DJ Rog. «Сотрудничество получилось интересным, — рассказал Tuzin.fm Олег Вяль, лидер группы. — Образное мышление этих людей оказалось очень близким нашему».
| №  | Название                                             | Автор(ы)            | Длительность |
| -- | ---------------------------------------------------- | ------------------- | ------------ |
| 1. | «Rolz'n'Rulz (GRAF Trance Mix)»                      | DJ GRAF             | 6:39         |
| 2. | «Happy For A While (GRAF Breakbeat Mix)»             | DJ GRAF             | 4:07         |
| 3. | «Happy For A While (DJ ROG Drum'n'Bass Mix)»         | DJ ROG              | 4:54         |
| 4. | «Happy For A While (WORLD GOVERNMENT Time Mix)»      | DJ WORLD GOVERNMENT | 5:42         |
| 5. | «Out Of Time (GRAF Downtempo Mix)»                   | DJ GRAF             | 3:49         |
| 6. | «Happy For A While (WORLD GOVERNMENT Continuum Mix)» | DJ WORLD GOVERNMENT | 7:02         |

Виктор Семашко, ведущий подкаста «Кракатук» на радио «Рация», в своей передаче озвучил, что диджейские версии вышли лучше оригиналов.
В пресс-релизе в поддержку сингла и EP для Experty.by группа отметила, что работа на грядущим дебютным альбомом будет завершена к началу зимы 2010 года. Группа безвылазно засела в студии для записи альбома. Как признались участники 3 декабря 2010 года во время онлайн-концерта на самом крупном белорусском портале TUT.BY, где они исполнили в том числе несколько песен с последних синглов, важная работа над оцифровкой произведений в студии звукозаписи вынудила сильно сократить число живых выступлений.
В интернет-эфире музыканты огласили, что на диск планируется включить 11 композиций, и темы высокородности, щедрости, силы духа, жажды жизни с толикой причуд и самоиронии должны пройти через него красной нитью. Также был озвучен и уточнённый график записи материала для диска продолжительностью до осени 2011 года, согласно которому работа шла ещё год.

### Выпуск альбома и гастроли
18 марта 2012 года группа сделала официальный анонс полноформатного альбома Gentleman в коротком анимационном видео. Музыкальные произведения за последние три года были объединены в альбом Gentleman, и этот релиз начал быть доступен на официальном сайте коллектива с 21 марта 2012 года бесплатно с возможностью заплатить столько, сколько вы захотите, для поклонников. Вокалист Константин Карман в комментарии Tuzin.fm в день выпуска альбома заявил, что «на этом диске нет проходных песен. Альбом вышел разнообразным, но при этом он имеет общее настроение и не затянут».
Несмотря на предшествующее объявление, только 10 треков появились в финальной версии. Фронтмен группы Олег Вяль объяснил это решение в комментарии для Experty.by: «Изначально в альбоме планировалось наличие 11 песен, после завершения записи и попыток сформировать гармоничный трек-лист оказалось, что одна из них ну совсем не ложится в общую канву — пришлось убрать».
Первый концерт в поддержку альбома прошёл в Витебске 31 марта в клубе «Чердачок». Уход постоянного бабабанщика Владимира Агаяна значительно подпортил дальнейшие гастрольные планы. Музыканты группы, которые остались, даже отыграли один из редких концертов втроём. С учётом этих обстоятельств помпезное шоу в поддержку выхода альбома было отложено до 11 октября 2012 года. В этот день группа Hair Peace Salon устроила презентацию своего альбома Gentleman в одном из самых популярных концертных залов Минска — клубе RE:PUBLIC. В рамках сольного выступления музыканты исполнили песни с альбома, некоторые старые хиты, спели дуэт и пару каверов своих же песен на белорусском языке, а также официально представили своего нового барабанщика Александра Степановича общественности. Критики оценили большой осенний концерт, который получился домашним, без особой изюминки, «на четвёрочку», в том время как Ирэна Котвицкая, художественный руководитель фолк-групп Akana-NHS, Kazalpin и других, отметила через «Будзьма беларусамі!» элегантность, утончённость и чистоту исполненной джентльменами программы.
В течение последующего полугодия было дано больше дополнительных концертов в поддержку материала нового альбома. Полуакустическую версию своей программы Gentleman музыканты подготовили специально для Бобруйска. «Мы сделали акустическую программу исключительно для концертов, для слушателей, — объяснял «Европейскому радио для Беларуси» гитарист Олег Вяль и добавлял на Ultra-music.com: — Да и нам самим интересно по-иному играть треки, которые в электронном исполнении немного приелись». В дальнейшем альбом Gentleman в акустике послушали и минчане. Между этим были и сольные роковые выступления. Группа Clover Club стала напарником по концерту в марте 2013 года.
В том же месяце группа в третий раз отыграла на ежегодном фестивале «Акустика весны». Как говорили музыканты, они столкнулись с необходимостью «максимально компактно добираться до небольших городков», поэтому переработали свои песни. В апреле 2013 года Hair Peace Salon стала хэдлайнером на презентации сборника местных групп «ССК-2» в Слуцке. Завершился тур в поддержку альбома майским концертом в Киеве.

## Оформление
По мнению критиков Марии Колесниковой с «Европейского радио для Беларуси» и Дмитрия Подберезского с ej.by и Experty.by, оформление альбома заслуживает отдельных строк. Вместе с завершением работы над музыкальной стороной пластинки в конце 2011 года группа начала искать «настоящего художника», который нарисовал бы обложку. Таким образом, на передней обложке и в буклете CD диска были использованы рисунки Сергея Баленка, белорусского художника. Музыканты Hair Peace Salon были впечатлены его офортами, которые они нашли в художественной галерее. С согласия гравюриста его несколько работ были приобретены и использованы для украшения обложки и других страниц буклета CD, а также для анимированного видео к анонсу альбома.

## Критика
Альбом получил в основном положительную критику. Tuzin.fm охарактеризовал CD следующими словами:«10 добротных треков. Ничего лишнего. „Gentleman“ из ряда тех альбомов нынешнего года, которыми можно безусловно гордиться». В рецензии «Европейского радио для Беларуси» звукозапись называлась как «хорошая, основательная, продуманная и красивая работа. Ну и отдельный респект оформлению». По мнению колумниста сайта «Будзьма беларусамі!» Сергея Будкина, «они имеют всё, что нужно — прекрасные голоса, неплохую лирику, отменный звук, безупречное исполнение, грамотную подачу». Дмитрий Подберезский, один из штатных экспертов портала Experty.by, заметил, что «этот коллектив и находится ближе всех к стандартной европейской традиции совмещения рокового инструментария с достаточно попсовой мелодикой». Его коллеге Олегу Климову, отметившему, что «„Rolz’n’Rulz“ рулит», понравилась большая энергичность и агрессивность, а также и мелодичность. Другой рецензент Experty.by Дмитрий Безкоровайный похвалил в альбоме «мелодичные и меланхоличные песни, красивые гитары и узнаваемый высокий вокал Олега Вяля». Мария Колесникова, внештатный автор проекта Experty.by, назвала альбом «пружиной, которая при разгибании не делает больно, а нежит» и акцентировала внимание на «многоголосие, что иногда заставляет вспомнить ливерпульскую четвёрку, придаёт звучанию воздушность и ощущение крупного мазка», а Сергей Будкин посчитал, что «приятно слышать цельный взлелеянный альбом, в котором ставят не на одну-две конкретные песни, а сразу на все треки». Юрась Усков из «Нашей Нівы» подсуммировал оценки отечественных экспертов: «Дебютного альбома от „Hair Peace Salon“ ждали несколько лет, результат не разочаровал: прекрасный брит-рок, чьё студийное воплощение оказалось не хуже концертного». Положительную оценку диску дал и российский журналист Александр Филимонов: «Падок я на всякую британщину и гитарщину с меланхоличным вокалом и минорными мелодиями, поэтому и не смог пройти мимо».
В то же время обозреватели отметили отсутствие яркости и оригинальности, потому что запись слушалась как рядовой альбом британской волны. По мнению обозревателя ej.by и Experty.by Дмитрия Подберезского, музыка альбома выглядит нелепо на фоне обложки на основе работ Сергея Баленка, «художника на самом деле оригинального, парадоксального». Владелец музыкального портала Experty.by Дмитрий Безкоровайный в своей рецензии написал: «Получился добротный альбом, который звучит слишком предсказуемо». Также журналисты поставили на вид грязноватое звучание, что разобрать большинство текстов на слух практически нереально, и определённую недосказанность в песнях.

## Награды и премии
В обзоре от Tuzin.fm по итогам 2012 года альбом был отмечен как «очень славная работа, где ощущается индивидуальность». Ранее пластинка уже отмечалась сайтом в статье «бел. Топ-5 беларускай музыкі гэтай вясны». Диск также разделил места с шестого по девятое в рейтинге десяти лучших альбомов, выпущенных за первое полугодие 2012 года по версии портала Experty.by, был отмечен в личных рейтингах от Александра Филимонова, редактора Lenta.ru, Сергея Будкина, редактора Tuzin.fm, Марии Колесниковой, редактора «Европейского радио для Беларуси». Олега Климов как колумнист «Советской Белоруссии» написал про диск в статье о наиболее достойных для пополнения личных фонотек отечественных альбомах за первые семь месяцев 2012 года. Первый трек пластинки «Borderline» был отобран в топ лучших современных белорусских песен порталом Lenta.ru. Также за альбом группа получила номинацию в категории «Дебют года» на первой профессиональной музыкальной премии Белоруссии в сфере рока, инди и альтернативы Rock Profi.

## Список композиций
| №   | Название            | Текст песни                  | Музыка            | Длительность |
| --- | ------------------- | ---------------------------- | ----------------- | ------------ |
| 1.  | «Borderline»        | Олег Вяль, Константин Карман | Олег Вяль         | 4:09         |
| 2.  | «Gentleman»         | Константин Карман            | Константин Карман | 4:47         |
| 3.  | «Face to Face»      | Константин Карман            | Константин Карман | 3:57         |
| 4.  | «Happy for a While» | Олег Вяль                    | Олег Вяль         | 4:06         |
| 5.  | «Out of Time»       | Олег Вяль                    | Олег Вяль         | 3:17         |
| 6.  | «Rolz’n’Rulz»       | Олег Вяль, Константин Карман | Олег Вяль         | 3:55         |
| 7.  | «Criminal»          | Олег Вяль                    | Олег Вяль         | 3:36         |
| 8.  | «Dotted»            | Константин Карман            | Константин Карман | 4:29         |
| 9.  | «Someone Better»    | Олег Вяль                    | Олег Вяль         | 4:28         |
| 10. | «Stand the Love»    | Константин Карман            | Константин Карман | 4:27         |

## Участники
| Hair Peace Salon: - Олег Вяль — вокал, бэк-вокал, гитары. - Константин Карман — вокал, бэк-вокал, клавишные. - Максим Девиченский — бас-гитара. - Владимир Агаян — ударные (1, 2, 3, 7, 8, 10). - Алексей Кузнецов — ударные (4, 5, 6). | Производство: - Евгений «Yellow Kid» Суховей — сведение (1, 2, 6, 7, 8, 9, 10). - Павел Синило — сведение (3, 5). - Анатолий Шманай — сведение (4). - Павел Синило, студия Еverest Studio — мастеринг. - Slap — дизайн обложки с использованием офортов Сергея Баленка. - Сергей Баленок — иллюстрации обложки. - Максим «Krukoff» Лущик — анимация обложки. |  |

## Кавер-версии
- Инди-рок группа Bristeil сочинила кавер-версию песни «Out of Time», с помощью белорусского языка оживив её звучание и выпустив произведение на своём мини-альбоме Cyruĺnia Svietu под названием «Pa-za Časam» в 2014 году[78].
- Также для своей новой группы Bristeil Олег Вяль сделал творческий перевод песни «Gentleman»: белорусский вариант имеет название «бел. Вольны», но он ещё нигде не исполнялся, приоткрывал тайну Илья Малиновский, музыкальный редактор «Европейского радио для Беларуси», в 2014 году[79].

## Комментарии
1. ↑  рекомендованные; от названия системы рекомендации песен Last.fm '"`UNIQ--nowiki-0000000C-QINU`"'англ. Audioscrobbler.

## Полезные ссылки
- Скачать альбом (Bandcamp)